# Elecciones al Parlamento de Galicia de 1993
Las elecciones al Parlamento de Galicia de 1993 se celebraron el 17 de octubre. En ellas, resultó vencedor el PP con mayoría absoluta, con Manuel Fraga como Presidente de la Junta de Galicia. Asimismo, estas elecciones fueron las primeras en las que se requirió un 5% de los votos para poder optar a los escaños; sin esta norma EU-UG habría obtenido un diputado por La Coruña que habría perdido el PP. En 1994 la coalición EU-UG se rompe, incorporándose UG al BNG y pasando a denominarse EU-Esquerda Galega.

## Resultados
| ← Elecciones al Parlamento de Galicia de 1993 → |                                                          |                         |         |       |         |     |
| Presidente y gobierno | Partido                                                  | Candidato               | Votos   | %     | Escaños | +/- |
| - Presidente: Manuel Fraga - Gobierno: PPdeG - Censo: 2.293.169 - Votantes: 1.472.017 (64,2%) - Abstención: 821.152 (35,8%) - Válidos: 1.464.910 - A candidatura: 1.451.555 (99,1%) - Escaños: 75 | Partido Popular de Galicia (PPdeG)                       | Manuel Fraga            | 763.839 | 52,62 | 43      | +5  |
| - Presidente: Manuel Fraga - Gobierno: PPdeG - Censo: 2.293.169 - Votantes: 1.472.017 (64,2%) - Abstención: 821.152 (35,8%) - Válidos: 1.464.910 - A candidatura: 1.451.555 (99,1%) - Escaños: 75 | Partido dos Socialistas de Galicia-PSOE (PSG-PSOE)       | Antolín Sánchez Presedo | 346.831 | 23,89 | 19      | -9  |
| - Presidente: Manuel Fraga - Gobierno: PPdeG - Censo: 2.293.169 - Votantes: 1.472.017 (64,2%) - Abstención: 821.152 (35,8%) - Válidos: 1.464.910 - A candidatura: 1.451.555 (99,1%) - Escaños: 75 | Bloque Nacionalista Galego (BNG)                         | Xosé Manuel Beiras      | 269.233 | 18,55 | 13      | +8  |
| - Presidente: Manuel Fraga - Gobierno: PPdeG - Censo: 2.293.169 - Votantes: 1.472.017 (64,2%) - Abstención: 821.152 (35,8%) - Válidos: 1.464.910 - A candidatura: 1.451.555 (99,1%) - Escaños: 75 | Esquerda Unida-Unidade Galega (EU-UG)                    | Camilo Nogueira Román   | 44.902  | 3,09  | 0       |     |
| - Presidente: Manuel Fraga - Gobierno: PPdeG - Censo: 2.293.169 - Votantes: 1.472.017 (64,2%) - Abstención: 821.152 (35,8%) - Válidos: 1.464.910 - A candidatura: 1.451.555 (99,1%) - Escaños: 75 | Coalición Galega (CG)                                    |                         | 6.098   | 0,42  | 0       | -2  |
| - Presidente: Manuel Fraga - Gobierno: PPdeG - Censo: 2.293.169 - Votantes: 1.472.017 (64,2%) - Abstención: 821.152 (35,8%) - Válidos: 1.464.910 - A candidatura: 1.451.555 (99,1%) - Escaños: 75 | Agrupación Ruiz Mateos-Alianza Democrática europea (ARM) |                         | 5.293   | 0,36  | 0       |     |
| - Presidente: Manuel Fraga - Gobierno: PPdeG - Censo: 2.293.169 - Votantes: 1.472.017 (64,2%) - Abstención: 821.152 (35,8%) - Válidos: 1.464.910 - A candidatura: 1.451.555 (99,1%) - Escaños: 75 | Os Verdes de Galicia (OVG)                               |                         | 4.682   | 0,32  | 0       |     |
| - Presidente: Manuel Fraga - Gobierno: PPdeG - Censo: 2.293.169 - Votantes: 1.472.017 (64,2%) - Abstención: 821.152 (35,8%) - Válidos: 1.464.910 - A candidatura: 1.451.555 (99,1%) - Escaños: 75 | Alternativa Galega (AG)                                  |                         | 3.187   | 0,22  | 0       |     |
| - Presidente: Manuel Fraga - Gobierno: PPdeG - Censo: 2.293.169 - Votantes: 1.472.017 (64,2%) - Abstención: 821.152 (35,8%) - Válidos: 1.464.910 - A candidatura: 1.451.555 (99,1%) - Escaños: 75 | Los Ecologistas (LE)                                     |                         | 2.987   | 0,21  | 0       |     |
| - Presidente: Manuel Fraga - Gobierno: PPdeG - Censo: 2.293.169 - Votantes: 1.472.017 (64,2%) - Abstención: 821.152 (35,8%) - Válidos: 1.464.910 - A candidatura: 1.451.555 (99,1%) - Escaños: 75 | Coalición Plataforma Ciudadana Humanista (PCH)           |                         | 2.508   | 0,17  | 0       |     |
| - Presidente: Manuel Fraga - Gobierno: PPdeG - Censo: 2.293.169 - Votantes: 1.472.017 (64,2%) - Abstención: 821.152 (35,8%) - Válidos: 1.464.910 - A candidatura: 1.451.555 (99,1%) - Escaños: 75 | Assembleia do Povo Unido (APU)                           |                         | 1.492   | 0,10  | 0       |     |
| - Presidente: Manuel Fraga - Gobierno: PPdeG - Censo: 2.293.169 - Votantes: 1.472.017 (64,2%) - Abstención: 821.152 (35,8%) - Válidos: 1.464.910 - A candidatura: 1.451.555 (99,1%) - Escaños: 75 | Coalición por un Nuevo Partido Socialista (NPS)          |                         | 503     | 0,03  | 0       |     |
| - Presidente: Manuel Fraga - Gobierno: PPdeG - Censo: 2.293.169 - Votantes: 1.472.017 (64,2%) - Abstención: 821.152 (35,8%) - Válidos: 1.464.910 - A candidatura: 1.451.555 (99,1%) - Escaños: 75 | Partido Socialista Galego-Esquerda Galega (PSG-EG)       |                         | N/A     | N/A   | 0       | -2  |
| - Presidente: Manuel Fraga - Gobierno: PPdeG - Censo: 2.293.169 - Votantes: 1.472.017 (64,2%) - Abstención: 821.152 (35,8%) - Válidos: 1.464.910 - A candidatura: 1.451.555 (99,1%) - Escaños: 75 | En blanco                                                |                         | 13.355  | 0,9   | N/A     | N/A |
| - Presidente: Manuel Fraga - Gobierno: PPdeG - Censo: 2.293.169 - Votantes: 1.472.017 (64,2%) - Abstención: 821.152 (35,8%) - Válidos: 1.464.910 - A candidatura: 1.451.555 (99,1%) - Escaños: 75 | Nulos                                                    |                         |         |       | N/A     | N/A |

### Elección e investidura del Presidente de la Junta
Las votaciones para la investidura del Presidente de la Junta en el Parlamento de Galicia tuvieron el siguiente resultado:
| Candidato                  | Fecha                                                      | Voto       |    |    | BNG | Total |
| -------------------------- | ---------------------------------------------------------- | ---------- | -- | -- | --- | ----- |
| Manuel Fraga Iribarne (PP) | 1 de diciembre de 1993 Mayoría requerida: Absoluta (38/75) | Sí         | 43 |    |     | 43/75 |
| Manuel Fraga Iribarne (PP) | 1 de diciembre de 1993 Mayoría requerida: Absoluta (38/75) | No         |    | 19 | 13  | 32/75 |
| Manuel Fraga Iribarne (PP) | 1 de diciembre de 1993 Mayoría requerida: Absoluta (38/75) | Abstención |    |    |     | 0/75  |